# FEG P9
FÉG P9 — венгерский самозарядный пистолет.

## Общие сведения
Пистолет FÉG P9 представляет собой конструктивный аналог бельгийского пистолета Browning HP образца 1935 года (образцы которого оказались в распоряжении венгерских военных во время Второй мировой войны, в ходе которой Венгрия являлась страной-союзником нацистской Германии).
В 1970е годы на оружейном заводе FÉG в городе Будапешт конструктор Йозеф Каменицки составил комплект технической документации, позволившей освоить производство пистолета, однако за основу для венгерских пистолетов был взят не пистолет образца 1935 года, а одна из модификаций 1960х годов.
Производство пистолетов на экспорт было освоено в 1982 году. Первый демонстрационный образец FÉG P9 был представлен летом 1982 года в Монте-Карло. Следующие модели выпускались с 14-зарядным магазином, в результате их высота незначительно увеличилась (с 129 мм до 134 мм). Поскольку оружие выпускалось на экспорт, маркировка на затворе («MADE IN HUNGARY») была сделана на английском языке.
В ФРГ пистолеты P9 и P9L продавались через немецкую компанию-посредника «Mauser Werke Oberndorf GmbH» (под коммерческим наименованием «Mauser 80 SA» и «Mauser 80 SA Sport»).
В 1996 году модель FÉG P9RC была официально принята на вооружение вооружённых сил Венгрии под наименованием 9x19mm Pisztoly 96.Minta, но поступила в войска в незначительном количестве.
Пистолет выпускался в нескольких модификациях и вариантах исполнения до 2004 года, когда производство было прекращено в связи с банкротством завода FÉG.

## Варианты и модификации
- P9[2] — копия бельгийского FN BHP «Vigilante» с 13-зарядным магазином, воронением стальных деталей и накладками на рукоять из орехового дерева[1][4], известен также под коммерческим наименованием «Mauser 80 SA»
- P9L — спортивный пистолет с регулируемыми прицельными приспособлениями, разработанный под требования IPSC, известный также под коммерческим наименованием «Mauser 80 SA Sport»
- P9M
- FP9 — вариант P9M с вентилируемой прицельной планкой на кожухе-затворе[3], с 1980-х[4][6]
- P9R — вариант с ударно-спусковым механизмом двойного действия и магазином на 14 патронов[1][2].
- P9RA — вариант P9R с рамкой из алюминиевого сплава (что позволило снизить вес незаряженного пистолета до 820 грамм)[1].
- P9RC — вариант с ударно-спусковым механизмом двойного действия, магазином на 14 патронов и накладками на рукоять из чёрной пластмассы для вооружённых сил Венгрии (принят на вооружение под наименованием 9x19mm Pisztoly 96.Minta, также известен под сокращённым наименованием 96.M)[5]
- P9RК — компактный вариант P9R с укороченным до 105 мм стволом
- GKK-45 — вариант пистолета P9RК под патрон .45 ACP, с однорядным магазином на 8 патронов

Позднее, венгерская частная компания «Keserű» переделала небольшое количество пистолетов FEG-P9M в 9-мм газовые пистолеты FÉG-P9M 9 mm PAK, которые обеспечивают возможность стрельбы только газовыми и холостыми патронами.
В КНР был освоен выпуск конструктивного аналога пистолета FEG P9R под наименованием Norinco NP-18.

## Страны-эксплуатанты
- Венгрия — под названием 9x19mm Pisztoly 96.Minta принят на вооружение вооружённых сил Венгрии[5], некоторое количество FÉG P9R поступило на вооружение полиции[9]
- Великобритания
  -  Северная Ирландия — оружие поставлялось ольстерским лоялистам через ливанских и южноафриканских посредников[10]
- Ливан — использовались разными военизированными организациями, а также поставлялись в разные страны мира разным военным и полувоенным организациям[10]
- США — импорт пистолетов в США был законодательно запрещён[4] до начала 1990-х годов. В 1990-е годы некоторое количество пистолетов было продано в США в качестве гражданского оружия[6] под коммерческим наименованием FEG Mod. PJK-9HP.